# Eupithecia simpliciata
Eupithecia simpliciata là một loài bướm đêm thuộc họ Geometridae. Loài này có ở miền Cổ bắc.
Sải cánh dài 21–23 mm. Con trưởng thành bay từ tháng 5 đến tháng 9 tùy theo địa điểm.
Ấu trùng ăn Atriplex, Chenopodium, Artemisia maritima và Artemisia vulgaris.

## Hình ảnh

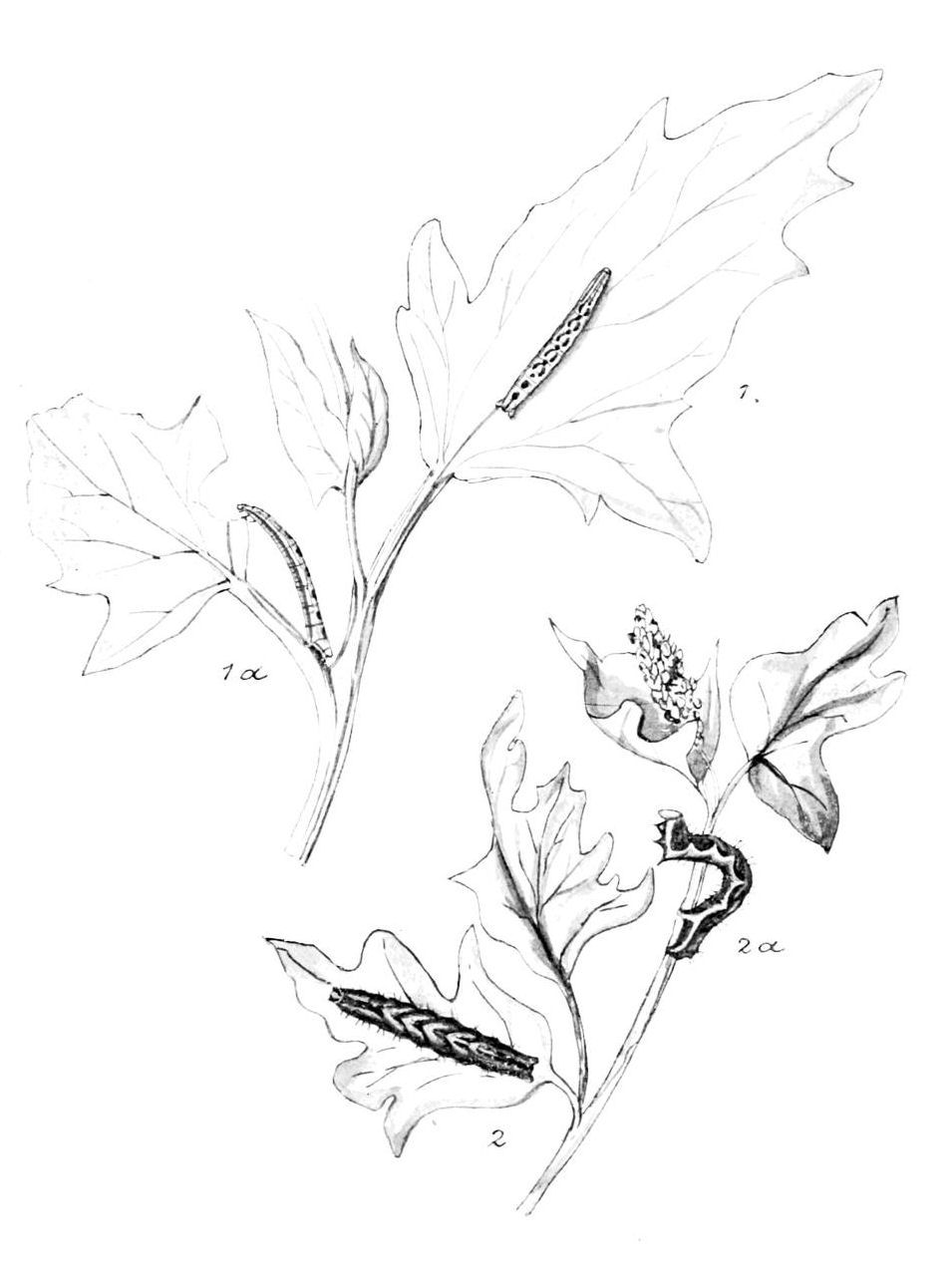
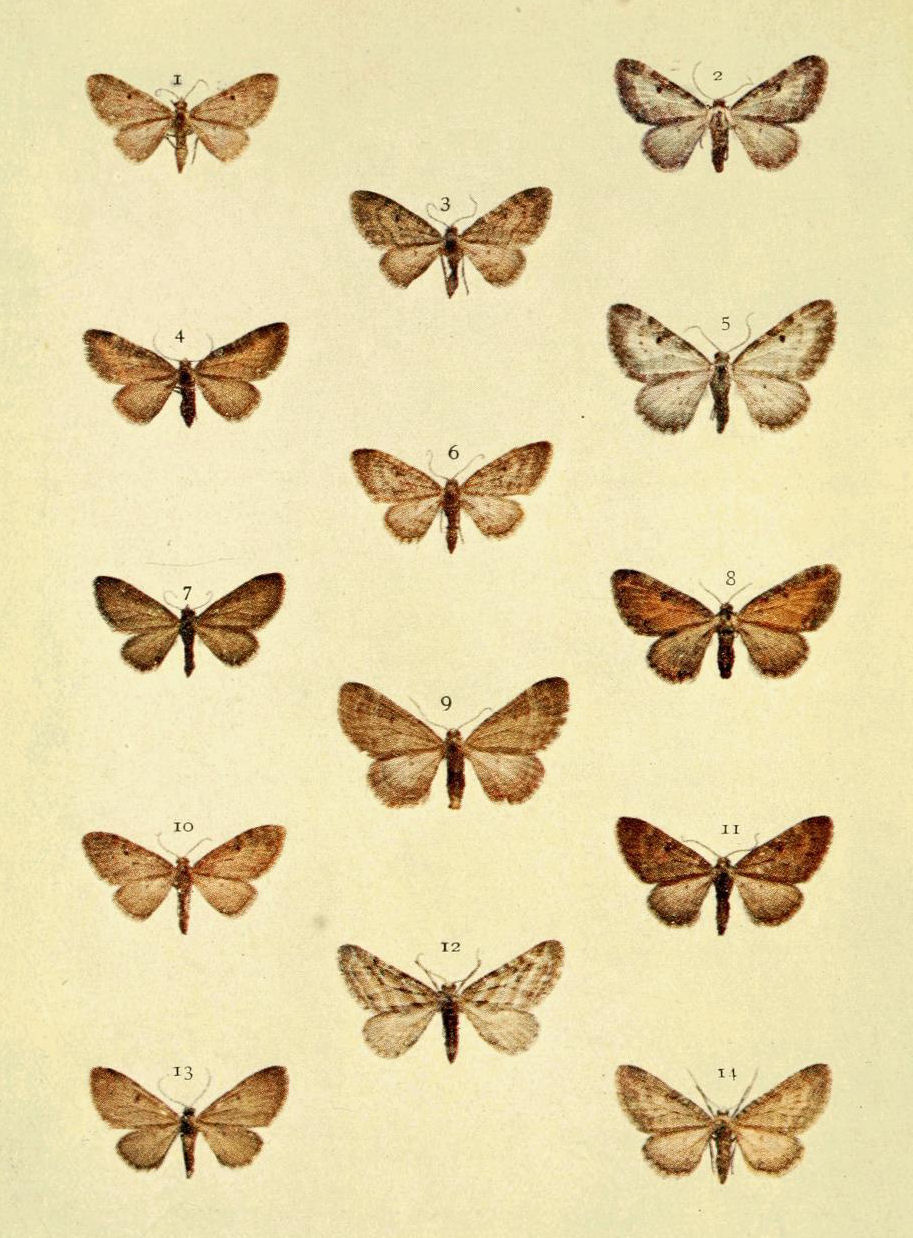